# Пежма (Вологодская область)
Пежма — посёлок в Верховажском районе Вологодской области.
Входит в состав Морозовского сельского поселения, с точки зрения административно-территориального деления — в Морозовский сельсовет.

## География
Географическое положение
Расстояние по автодороге до районного центра Верховажья — 34,1 км, до центра муниципального образования Морозово — 9,8 км. Ближайшие населённые пункты — Боровая Пустошь, Сбоевская, Захаровская.

## История
В 1937 году при впадении речки Харкова (в настоящее время зовётся Харкуль) в Пежму был основан посёлок лесозаготовителей, первое время называвшийся как Харкул’я (множественное число), и даже на карте 1947 года посёлок обозначен именно так. В дальнейшем посёлок получил название Пежма (неофициальное название — База).

## Население
| 2010 |
| ---- |
| 291  |

гендерный состав
По переписи 2002 года население — 383 человека (188 мужчин, 195 женщин). Преобладающая национальность — русские (98 %).

## Инфраструктура
Личное подсобное хозяйство.

## Транспорт
Просёлочные дороги.